# Äventyr i tid och rum
Äventyr i tid och rum engelska: Justin Time är en amerikansk-kanadensisk animerad TV-serie från 2012 för barn i förskoleåldern, som visas på Netflix.
Serien kretsar kring en vanlig pojke, Martin (i original Justin), och hans ovanliga äventyrsresor i tid och rum. I varje avsnitt möter Martin ett vardagsproblem (så som att dela med sig, samarbeta eller vara uppmärksam). Tillsammans med sin vän Filur (Squidgy), ett kuddliknande, flygande fantasiväsen, förflyttas han sedan genom tid och rum till ett nytt äventyr, där han alltid träffar på sin bästa vän Molly (Olive). Det finns alltid någon uppgift som de sedan löser tillsammans, och Martin lär sig något både om den tid och plats han har kommit till, men också någon lärdom att ta med hem och direkt tillämpa när hans mamma eller pappa ropar honom tillbaka till hans vardagsliv.

## Rollfigurer
- Martin (i original Justin Time): Huvudperson, 6½ år. Nyfiken, kreativ, glad, alltid redo för äventyr. Ibland lite för snabb och impulsiv, men inte tanklös. Han bryr sig om sina vänner Molly och Filur, och är redo att lära sig från sina eller andras misstag.

- Molly (Olive): Martins bästa vän. Hon finns på alla platser som Martin och Filur kommer till, och är alltid den de möter först när de anländer. Hon verkar alltid tillhöra just den platsen, har passande frisyr och kläder, och har vänner och släktingar just där, och har ofta något problem eller någon uppgift som vännerna sedan löser tillsammans.

- Filur (Squidgy): Martins vän, en sorts pratande, flygande, busig, gul klump av modellera som kan ändra form på Barbapapa-manér och prata med alla djur (utom ormar, som han är rädd för). Olikt Molly, som bara dyker upp på de platser som Martin förflyttas till, så finns han även i den "riktiga världen", dock bara när Martins föräldrar inte är med.